# Francesco Corrao
Francesco Corrao (Palermo, 14 dicembre 1922 – Roma, 23 aprile 1994) è stato uno psichiatra e psicoanalista italiano.
Divenuto psicoanalista nel 1952, dal 1969 al 1974 fu presidente della Società psicoanalitica italiana e direttore della "Rivista di psicoanalisi"; nel 1975 fondò con altri il CRPG (Centro Ricerche Psicoanalitiche di Gruppo) "Il Pollaiolo", da cui, dopo la sua morte, derivò l'Istituto Italiano di Psicoanalisi di Gruppo. Per tutta la sua vita scientifica si dedicò alla ricerca, alla clinica e alla formazione in psicoanalisi.
La sua opera è ricca e complessa, caratterizzata da numerosi tentativi di integrazione e sconfinamenti tra saperi differenti: dalla topologia alla psichiatria sociale, dall'umanistica e dalla linguistica alla mitologia, dal classicismo della Grecia alla narratologia.
In tale contesto l'originale pregnanza freudiana nel pensiero di Corrao subì l'influenza di due importanti figure: Wilfred Bion e Jacques Lacan.
All'incontro con Lacan si deve la sua attenzione al linguaggio quale connessione con l'inconscio e la psicosi, mentre dall'incontro con Bion sorse il suo interesse per la psicoanalisi di gruppo.

## I gruppi a conduzione psicoanalitica
Nel 1965, poco dopo la presentazione in Italia del volume "Esperienze nei gruppi" di W.Bion, Corrao iniziò a Roma una ricerca sul gruppo a funzione analitica, dando vita ad un esperimento di conduzione di gruppo con la tecnica bioniana; a tale esperienza parteciparono analisti e allievi dell'Istituto di Psicoanalisi.
Si trattò in pratica del primo gruppo esperienziale, che ebbe la durata di tre anni, fino al 1969.
In seguito Corrao cominciò a curare la supervisione di conduttori di gruppo; tra essi Claudio Neri nella cui supervisione emergeva regolarmente che egli conduceva attività con finalità di ricerca nella Clinica Universitaria. Corrao propose di incontrare le persone che ne facevano parte e gli operatori decisero di accettare. Così ebbe inizio una nuova esperienza e nacque un secondo gruppo esperienziale dal quale ebbe inizio l'attività che dura ancora, ben dopo la morte di Corrao, grazie alla fecondità del suo pensiero.
Le riunioni di questo secondo gruppo esperienziale durarono dal 1969 al 1975, con scadenza bisettimanale, e avvenivano in una sede autonoma da ogni istituzione; ciò diede la possibilità di strutturare una esclusiva area spazio-temporale del gruppo e di ciascun componente, di appartenenza fisica, oltre che emotiva, fantasmatica ed intellettiva, perciò capace di dare un nuovo senso e orientamento alle qualità dell'esperienza condivisa.
Un effetto forse inatteso del gruppo esperienziale fu la motivazione dei partecipanti verso l'esperienza psicoanalitica individuale che praticamente tutti vollero integrare con l'esperienza gruppale, a conferma dell'assunto bioniano secondo il quale la cura psicoanalitica del singolo e l'analisi di gruppo ... trattano aspetti diversi dello stesso fenomeno (W. Bion, 1961).
Nel 1975, conclusasi l'esperienza di gruppo con Corrao, s'era realizzata maturativamente la coscienza di essere “un gruppo di lavoro” che, con la fondazione del C.R.P.G. (Centro Ricerche Psicoanalitiche di Gruppo), venne costituito in centro-studi per l'approfondimento della ricerca psicoanalitica sui gruppi; a tale scopo fu scelta una sede, a Roma in Via A.Pollaiolo, e da quel momento il gruppo prese il nome di “gruppo del Pollaiolo”.
Analoga attività di ricerca e di formazione sulla conduzione di gruppi 'a funzione analitica' Corrao avvia nel 1975 a Palermo, con la costituzione di un secondo Centro Ricerche Psicoanalitiche di Gruppo (con sede iniziale in via Duca della Verdura successivamente in via Notarbartolo), frequentato da psicoanalisti, psichiatri e psicologi siciliani.

## Opere
- Corrao, F., "Struttura poliadica e funzione gamma", Gruppo e Funzione Analitica n. II-2 marzo-Luglio 1981, CRPG il Pollaiolo, Roma
- Corrao, F., Modelli psicoanalitici. Mito, passione, memoria, Laterza, 1992
- Corrao, F., Orme - Contributi alla psicoanalisi, Voll. 1 e 2, Cortina, 1998

| Controllo di autorità | VIAF (EN) 32163270 · ISNI (EN) 0000 0000 7837 365X · SBN UBOV373628 · LCCN (EN) nb2001011603 · BNF (FR) cb135553920 (data) |